# Boris Galerkine
Boris Grigorievitch Galerkine (en russe : Бори́с Григо́рьевич Галёркин, Boris Grigorievitch Galiorkine), né le 4 mars 1871 à Polotsk (Empire russe, aujourd'hui en Biélorussie) et mort le 12 juillet 1945 à Leningrad, est un mathématicien et un ingénieur biélorusse puis soviétique, réputé pour ses contributions à l'étude des treillis de poutres et des plaques élastiques. Son nom reste lié à une méthode de résolution approchée des structures élastiques, qui est l'une des bases de la méthode des éléments finis.

## Biographie

### Jeunesse
Ses parents ne pouvant subvenir seuls aux besoins de leur famille, Boris Galerkine commence à travailler comme écrivain public dès l'âge de 12 ans. Ayant alors fini ses études primaires à Polotsk, il passe un examen à Minsk en 1893 pour continuer à étudier au lycée, mais la même année il réussit le concours d'entrée de l’Institut Technologique de Saint-Pétersbourg, et est admis dans la filière de génie mécanique. Il doit continuer à travailler pendant ses études, comme dessinateur et répétiteur privé.

### L'engagement politique
Comme beaucoup d'étudiants scientifiques russes de cette époque, Galerkine s'implique dans la politique et en 1899 il s'inscrit au Parti ouvrier social-démocrate de Russie, ce qui peut expliquer qu'il change plusieurs fois d'employeur à l'époque : les trois premières années suivant sa sortie d'école, il travaille comme ingénieur à l'usine de Kharkov de l'Union Russe Mécanique et Ferroviaire, tout en donnant des cours du soir aux ouvriers ; puis à la fin de 1903 il rejoint le chantier du Chemin de fer de l’Est chinois, et six mois plus tard prend la direction technique de l'Usine des machines et chaudières du Nord. Il s'implique dans la création du Syndicat des Ingénieurs de Saint-Pétersbourg et en 1905 est arrêté en tant que meneur d'une grève. En 1906, Boris Galerkine devient membre permanent du comité central du POSDR.
Le 5 août 1906, la police cerne sa maison du 13, rue Alexeïevskaïa, non loin de la gare d’Oudelnaïa et arrête tous les membres du comité. Jugés le 26 mars 1907, le tribunal se montre curieusement clément à leur égard, si l'on considère que plusieurs prévenus avaient ouvert le feu sur les forces de l'ordre au moment de leur interpellation : l'un des 19 membres du Comité est condamné à deux ans d'incarcération, et 8 autres, dont B. G. Galerkine (dit « Zakhar », son nom dans la clandestinité) à 18 mois, les derniers étant relaxés.
Dans la prison, surnommée « Kresty » par les détenus, Galerkine se détourne de l'activisme révolutionnaire au profit des sciences et de la technique. Les conditions de détention à cette époque favorisent cette reconversion. Mais on lit même dans les cahiers de Galerkine qu'en 1907 il aurait travaillé comme ingénieur à la construction de la centrale thermique de Saint-Pétersbourg : ce fait n'a jamais été vraiment éclairci, et par la suite Galerkine renâclait à revenir sur son engagement de jeunesse. Sous le régime soviétique, il répond aux questionnaires de façon très évasive sur son appartenance politique à cette époque. S'il est certain qu'il connaissait la carrière de ses anciens comparses, la principale raison de son abstention est qu'il a été porté au Comité par la faction des mencheviks, une révélation qui aurait pu lui coûter la vie.

### Carrière académique

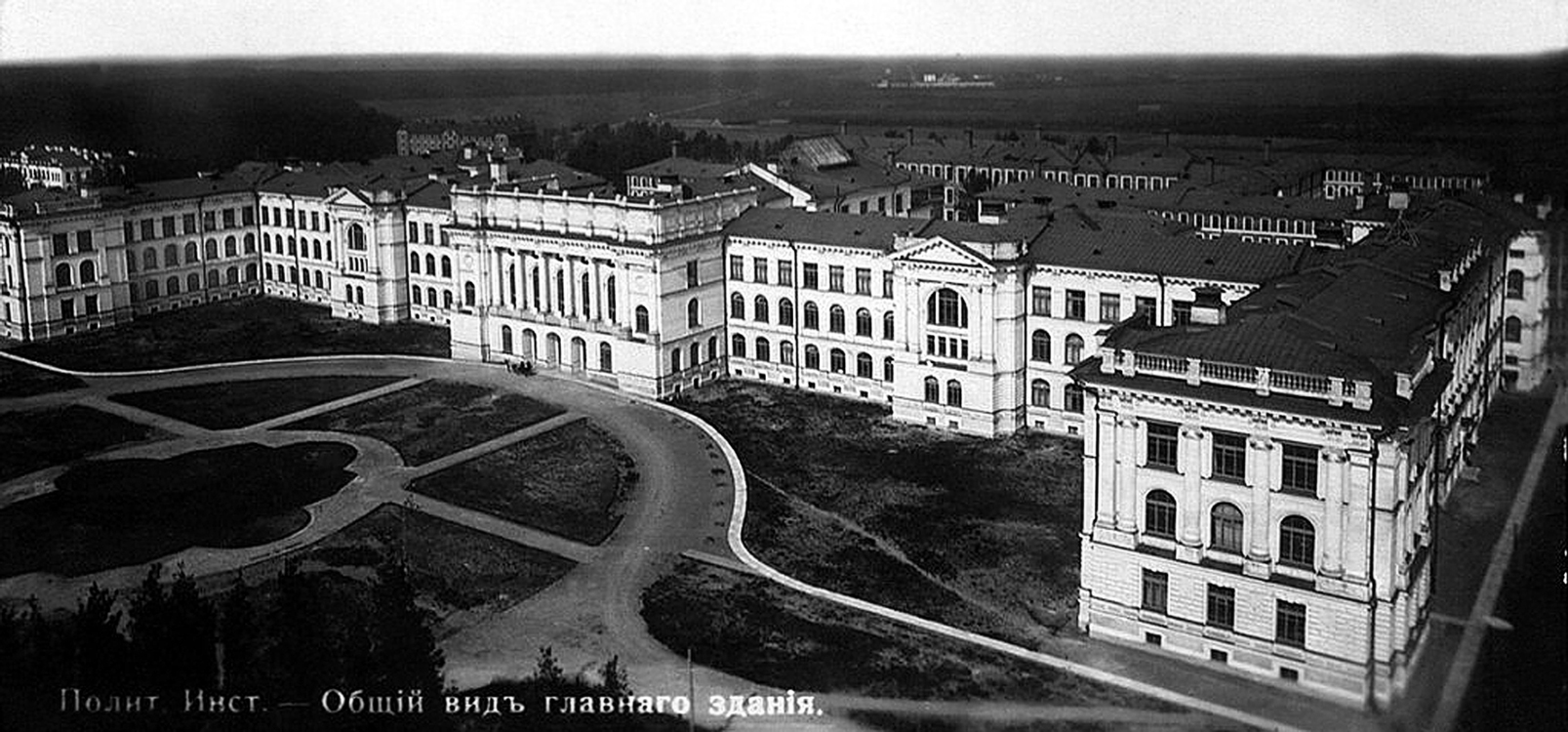
L'Institut polytechnique de Saint-Pétersbourg en 1902.

Galerkine retrouve la liberté à la fin de 1908. En mars, il obtient un poste de professeur à l'Institut Polytechnique de Saint-Pétersbourg, et commence à publier le fruit de ses travaux (menés dans la « prison Kresty ») dans le journal scientifique de cet établissement, les Transactions de l’Institut Polytechnique : il s'agit d'un article intitulé « Théorie et expérimentation de la flexion longitudinale, avec application aux structures multi-niveaux, aux treillis articulés et aux treillis à jonctions rigides ». La longueur du titre fait écho à celle de l'article lui-même : 130 pages. L'été de 1909, Galerkine entreprend une série de voyages à l'étranger pour voir les constructions et édifices dont il a entendu parler. Au cours des quatre années qui suivent, et qui se terminent par l'entrée en guerre de la Russie en août 1914, il visite l’Europe en compagnie de plusieurs de ses collègues de l'Institut : l'Allemagne, l’Autriche, la Suisse, la Belgique et la Suède.
Galerkine assure les travaux dirigés et les cours d'atelier de mécanique des structures sous la direction du professeur V.L. Kirpichov, directeur de l'École de Mécanique de Saint-Pétersbourg. Mais la plupart de ses collègues : I. G. Boubnov, A.N. Krylov, I. V. Mechersky et S. P. Timoshenko, travaillent à l’Institut Polytechnique.
À l'automne 1911, on confie à Galerkine, en plus de ses activités précédentes, les cours de l'Institut Polytechnique Féminin. En 1913, il conçoit la structure métallique de la chaudière de la centrale thermique de Saint-Petersbourg, qui est la première grande structure métallique de type coque en Russie conçue pour les hautes pressions. Jusqu'en 1915, Galerkine n'a publié que sur les structures en treillis, mais à compter de cette date il commence à s'intéresser aux plaques.
En 1915, Galerkine publie un article où il propose une méthode de résolution approchée pour résoudre les équations différentielles, en particulier les problèmes de conditions aux limites ; il y applique sa méthode à des treillis de grande taille et à l'équilibre des plaques. Quelque temps auparavant, I. G. Boubnov a imaginé une approche semblable pour résoudre le problème variationnel associé à l'équation d'équilibre (minimum de l'énergie de déformation élastique), approche qu'il interprète comme une variante de la méthode de Ritz. La méthode de Galerkine se distingue par le fait qu'on pouvait l'appliquer directement à une équation différentielle sans recourir à un principe variationnel ; Galerkine interprète son algorithme par analogie avec le principe des puissances virtuelles. Ces idées s'avèrent très fertiles, non seulement en mécanique des structures, mais pour toute la physique mathématique de l'entre-deux-guerres.

### Période soviétique
De 1917 à 1919, il publie plusieurs articles sur la statique des plaques triangulaires et rectangulaires sous différentes conditions d'appui et de chargement, la plupart dans les Transactions de l’Académie des sciences de Russie. En mars 1920, Galerkine obtient la chaire de mécanique des structures nouvellement créée à l'Institut, puis après la fuite en Pologne du professeur S. P. Belzetsky au cours de l'été 1921, il est nommé professeur de la Faculté de Génie Civil, domaine qui coïncide plus précisément à ses intérêts scientifiques du moment.
À partir de 1922, Galerkine ne publie plus que dans les revues étrangères (une pénurie de papier frappe alors la Russie, en proie à la Révolution). Il est élu doyen de la Faculté de Génie Civil en décembre 1923 : cette élection intervient à la suite de la démission de plusieurs professeurs, indignés des menées de soi-disant « étudiants » manipulés par les soviets et les comités du Parti communiste. Galerkine, désormais à la tête de la Faculté, parvient à composer avec les circonstances : il sait contenir les « assistants » qu'on lui a imposés, et temporise dans l'application des directives de supérieurs hiérarchiques incompétents, qui à l'époque multiplient les expériences en matière éducative. De 1924 à 1929, Galerkine exerce encore en tant que professeur à l'Institut des Chemins de Fer et à l'Université de Saint-Pétersbourg. En 1924 il prend part au Congrès international de mécanique appliquée aux Pays-Bas (1er congrès de l'IUTAM), et ce devait être son dernier voyage à l'étranger.
En 1926, ayant appris qu'à l'instigation du Comité politique de l'Institut, le Narkompros (ministère de l'Éducation) venait de voter la dissolution du Département des Voies de Communication, Galerkine représente aux autorités de Moscou qu'il n'existe plus aucune école dans le pays pour donner des cours d'infrastructures ferroviaires, et parvient à faire annuler la décision. Il crée aussi les premiers laboratoires de la faculté avec l'appui du gouvernement ; l’un d’eux donne naissance à l’Institut de recherche hydrotechnique.
En janvier 1928, sur proposition d’Abram Ioffé, de A. N. Krylov et de P. P. Lazarev, Galerkine est nommé membre correspondant de l’Académie des sciences d’URSS. Il est depuis plusieurs années une autorité de rang international, souvent choisi comme consultant pour les projets industriels de grande ampleur dans le nord-ouest de la Russie (centrales thermiques, centrale hydroélectrique de Volkhov, usine de pâte à papier de Kondopoga, etc.), membre des bureaux d'étude Gipromez et Giprotsvetmet, et conseiller scientifique de l’Institut de l’Irrigation (le futur Institut de Recherche Hydrotechnique) et de l’Institut des Structures. Une fois achevée la construction de l'usine hydroélectrique du Dniepr, Galerkine est choisi comme membre de la commission gouvernementale hydroélectrique.
Lorsqu'en 1934, les autorités rétablissent les grades universitaires, Galerkine se voit attribuer deux doctorats, l'un en techniques industrielles et l'autre en mathématiques. Au début de 1936 il devient membre titulaire de l’Académie des sciences d’URSS, à côté de multiples marques de reconnaissance du régime ; en avril, il obtient la présidence de la Commission Gouvernementale des travaux du Palais des Soviets de Moscou.
En dépit de tous ces titres, Galerkine continue d'exercer en tant que professeur de mécanique des structures et d'élasticité de l’Institut Hydrotechnique (rattaché à la faculté de génie civil depuis 1934). Il enseigne essentiellement l'élasticité mathématique, mais le faible niveau scientifique des étudiants de l'époque rend son cours peu abordable : les étudiants viennent voir l'« académicien », mais le professeur lui-même est peu prolixe et parle d'une voix faible. Son image ne correspond pas au grand savant qu'ils s'imaginaient, sa reconnaissance est d'ailleurs surtout gouvernementale.

### La guerre avec l'Allemagne
Avec la refondation en 1939 de l'Institut de génie militaire (grâce aux dons de l’Institut Polytechnique de Saint-Pétersbourg), Galerkine, nommé à la tête du département de Mécanique des Structures, doit prendre l'uniforme. En tant qu'académicien, on le reclasse avec le grade de lieutenant-général. Au cours de l'été 1941, le gouvernement de Léningrad crée une Commission des Installations Défensives, et y affecte les quelques académiciens et savants de la ville, mais seul Galerkine participe vraiment à des travaux de construction, de sorte qu'il s'impose comme le président de cette Commission.
Quelques mois plus tard, il est évacué sur Moscou où il rejoint la Commission du Génie militaire de l'Académie des Sciences d'URSS. Sa santé se dégrade par suite du surmenage : il meurt à Moscou quelques semaines après la capitulation du Troisième Reich le 12 juillet 1945.

## Écrits célèbres
- B.G. Galerkine, « Стержни и пластинки. Ряды в некоторых вопросах упругого равновесия стержней и пластинок (Développement en série des solutions de quelques problèmes d'équilibre élastique des poutres et des plaques) », Vestnik Ingenerovi Tekhnikov, no 19,‎ 1915, p. 897-908. (version en anglais : NTIS Rept. TT-63-18924)